# The Council
The Council (en.: Der Rat) war ein Zusammenschluss von sieben afro-amerikanischen Gangstern in Harlem, New York City.
Die Bande wurde von Leroy Barnes in den 1970er Jahren gegründet, als Barnes nach einer längeren Haftstrafe entlassen wurde.

## Geschichte
Im Gefängnis hatte Barnes den hochrangigen Mobster Joseph Gallo (Colombo-Familie) kennengelernt, der ihm die Organisationsform der US-amerikanischen Mafia näher brachte. Ein weiterer Häftling jener Zeit war Matthew Madonna – ein Drogenhändler der Lucchese-Familie – welcher später Kontaktperson der Bande blieb und sie mit Drogen versorgte. Auf diese Weise fungierte die Bande als verlängerter Arm der Mafia, aber die Zusammenarbeit war nicht konfliktfrei. Die Bande beherrschte bald den Drogenhandel in Harlem, die Geschäftsbeziehungen reichten bis Pennsylvania, dem Westen von Arizona und Kanada.
Oberhaupt Barnes wurde 1978 zu einer lebenslangen Gefängnisstrafe verurteilt; da seiner Meinung nach die Bandenmitglieder ihre Verpflichtungen ihm gegenüber nicht einhielten, wurde er zum Kronzeugen und Pentito. Er lieferte eine Liste mit über 100 Namen und auf deren Grundlage wurden zahlreiche Verhaftungen vorgenommen. Barnes wurde 1985 vorzeitig aus der Haft entlassen; die Bande wurde bis Mitte der 1980er Jahre zerschlagen.
Konkurrierende Gangster und Banden in Harlem waren zahlreich; insbesondere Frank Lucas, ein Gefolgsmann von „Bumpy“ Johnson hatte es jedoch – im Gegensatz zum Council geschafft, sich Heroin ohne Umweg über die Mafia zu besorgen.
2007 traf Leroy Barnes und Frank Lucas für ein Interview des New York Magazine zusammen. Interviewer war Mark Jacobson. 2008 wurde Barnes von Howard Stern auf Sterns Sirius Satellite Radio Show befragt.

## Mitglieder
- Leroy „Nicky“ Barnes (1933–2012)
- Guy Fisher (* 1947); lebenslange Haftstrafe
- Thomas „Gaps“ Foreman
- Joseph „Jazz“ Hayden
- Frank James
- Ishmael Muhammed
- Wallace Rice; lebenslange Haftstrafe

## Adaptionen
In der ersten Folge der ersten Staffel der US-amerikanischen Dokumentationsreihe Gefährliche Gangs – Erstausstrahlung 1. November 2007 – wird insbesondere das Council behandelt.